# 忠犬ブル公
『忠犬ブル公』（ちゅうけんぶるこう、原題：The Cat's Me-Ouch!）は、「トムとジェリー」の短編作品の一つ。1965年製作。制作はチャック・ジョーンズ（Chuck Jones）。

## 作品内容
深夜。巣穴から顔を出したジェリーに突然トムが手斧で襲いかかる。何とかトムを撒くジェリーは偶然飛び込んだ雑誌のページに目を留める。「番犬の通信販売」。いつもトムに襲われっぱなしのジェリーは番犬を飼って身を守ろうと考え、15ドルでブルドッグを注文する。
しかし、家に届いた番犬は、その大振りな木箱とけたたましく鳴り響く咆哮とは裏腹に、ジェリーよりも一回り小さくトムの掌にも乗る豆ブルドッグ。期待に胸を弾ませていたジェリーは興醒めし、怯えていたトムは一変して嘲り笑うが、笑っている隙にブル公がトムの毛を丸刈りにしてしまった。実はこのブル公は小さいながらもとんでもないパワーの持ち主だった。そのパワーに驚きトムは逃げ出してしまう。
ジェリーもこのブル公を気に入り、ブル公もすっかりジェリーになついてしまう。ところが、ブル公がノミに気を取られている間にジェリーがトムに捕まってしまった。ジェリーを助けようとトムが抑えるドアに突っ込むブル公。やり合いの末、いつの間にかトムが家から締め出されていた。怒ったトムは手斧で突入するが、既にジェリーを救出し終えたブル公に返り討ちに遭ってしまった。
ブル公にやられてボロボロになったトムは病院送り。医者が包帯を解くと、トムの足にはブル公が、尻尾にはジェリーがそれぞれ噛みついていた。負けを認めざるを得なくなったトムはどうしようもなく微笑むのだった。

## 登場キャラクター
トム
ジェリーが注文したブル公を見た時、その小ささから高を括っていたが、自身の体を丸刈りにされ立場が逆転。ジェリーを捕まえてビンに閉じ込め斧で抵抗してもブル公を攻略できず、結局ブル公とジェリーにボコボコにされ病院行きになり、降参した。
ジェリー
自身のボディーガードを雇うべく、雑誌の番犬通信販売記事を見て「15ドルの小型ブルドッグ」を注文。届いたブル公を見て番犬が務まるか半信半疑だったが、想定外のパワーを持つ事が分かると意気投合する。途中トムにより瓶に閉じ込められてしまうが・ブル公に救出され、最後はブル公と一致団結してトムを病院送りにした。
ブル公
ジェリーがボディーガードとして注文した小型ブルドッグ。体はジェリーよりも小さいが、並の猛犬顔負けのパワーを誇る。トムに捕まりビンに閉じ込められたジェリーを救出し、最後はジェリーと一致団結してトムに猛反撃した。

## 日本でのテレビ放映
1980年頃、日本テレビ系「木曜スペシャル・おかしなおかしな トムとジェリー 大行進」の枠内で放映され、その後も再放送された。DVDにも収録。